# Penny Pacheco
Penny Pacheco  (Reynosa), es una cantante, actriz y performer mexicana. Su estilo musical se basa en el punk de los años 70, con algunas experimentaciones electrónicas como el uso del theremin y otros sintetizadores. Su primer disco titulado "The first Penny Pacheco's album" fue producido por Jorge "Chiquis" Amaro y contó con la colaboración de Jaime López y Salev Setra.

## Biografía
Penny Pacheco nació en Reynosa pero migró desde temprana edad a Ciudad de México, donde juntó a su grupo Los Cora (conformado un equipo de talentosos músicos y artistas), comenzaron a hacer ruido desde terrenos underground como el Tianguis Cultural del Chopo, hasta llegar a festivales como Vive Latino o Puente Elástico y escenarios internacionales como Estados Unidos, España e incluso China.  
Penny Pacheco también es una destacada actriz con estudios en el Col·legi de Teatre de Barcelona y el Instituto de Teatro y Cine Lee Strasberg con una dilatada lista de obras de teatro y participaciones en cine y tv.
Su primer disco titulado "The first Penny Pacheco's album" fue producido por Jorge "Chiquis" Amaro y contó con la colaboración de Jaime López y Salev Setra, de este disco se desprendieron los sencillos, "Gua Gua Gua", "Pendejo" y "Tic Tac", cada uno contó con su respectivo videoclip.
Penny actualmente trabaja en su segundo disco del cual ha liberado un sencillo y videoclip titulado "Androides" con el que muestra un cambio de sonido, más cercano al rock electrónico.

### Álbumes
- The first Penny Pacheco's album (Drágora, 2016)

### Sencillos
- Gua Gua Gua (Drágora, 2015)
- Androides (Penny Pacheco, 2019)

### Recopilatorios en los que aparece
- Antojitos Mexicanos Volumen 9 Recopilatorio de música independiente mexicana de SOCSUB (2014)

### Colaboraciones
- Salev Setra Salev Setra, canción "Viejas palabras" (2009).
- Aterrizaje Forzoso Salev Setra, canción "El Siglo" (2012).
- Vltramar Salev Setra, canción "Los Dibujos" (2016).

### Videoclips
- Gua Gua Gua (2016)
- Pendejo (2017)
- Tic Tac (2018)
- Androides (2019)

### Conciertos en video
- Concierto completo en el Canal 11 del Instituto Politécnico Nacional en el programa La Central (2018)